# X лет. Крокус Сити Холл
X лет. Крокус Сити Холл — четвёртый концертный альбом российской хеви-метал группы «Кипелов», издан в декабре 2013 года.
Альбом представляет собой запись концерта группы в Крокус Сити Холл (Москва) 1 декабря 2012 года, посвящённого её десятилетию. Концерт получил премию «Чартова дюжина-2013» как лучший концерт года.

## Об альбоме
В 2012 году группа «Кипелов» отмечала десятилетие с момента начала своего существования. В рамках этого события было запланировано два крупных события: выход нового сингла и большой концертный тур. Центральным концертом этого тура стало выступление группы в зале Крокус Сити Холл (Москва) 1 декабря.
Летом 2013 года вокалист группы Валерий Кипелов объявил о том, что группа ведёт работу над DVD с записью этого концерта. В середине осени 2013 года бас-гитарист группы Алексей Харьков официально подтвердил, что DVD с видеосъёмкой концерта находится на стадии постпродакшн, а также что он готов примерно на 90 %.
Автограф-сессия состоялась 6 декабря 2013 года в техномолле «Горбушкин двор», а также на презентации 8 декабря 2013 года в Москве в концертном зале «Arena Moscow».
В альбом вошла казачья народная песня «Ой, то не вечер».

## Список композиций
Альбом состоит из 2 CD с аудиоверсией концерта, DVD с его видеозаписью и DVD с видеоверсией концерта «Реки времён» 21 мая 2006 года в Лужниках.
| №   | Название                                                  | Длительность |
| --- | --------------------------------------------------------- | ------------ |
| 1.  | «Интро»                                                   |              |
| 2.  | «Жить вопреки»                                            |              |
| 3.  | «Ещё повоюем»                                             |              |
| 4.  | «Вавилон»                                                 |              |
| 5.  | «Наваждение»                                              |              |
| 6.  | «Я здесь»                                                 |              |
| 7.  | «Гламурная птица»                                         |              |
| 8.  | «Власть огня»                                             |              |
| 9.  | «Дыхание последней любви»                                 |              |
| 10. | «Дыхание тьмы»                                            |              |
| 11. | «Castlevania»                                             |              |
| 12. | «Мёртвая зона»                                            |              |
| 13. | «Потерянный рай»                                          |              |
| 14. | «Грязь»                                                   |              |
| 15. | «Не сейчас»                                               |              |
| 16. | «Реки времён»                                             |              |
| 17. | «Ой, то не вечер»                                         |              |
| 18. | «Призрачный взвод»                                        |              |
| 19. | «Я свободен»                                              |              |
| 20. | «Попурри (Встань, страх преодолей; Тореро; Воля и разум)» |              |

## Над альбомом работали
- Валерий Кипелов — вокал, бубен;
- Вячеслав Молчанов — гитара, бэк-вокал;
- Андрей Голованов — гитара, вокал (17);
- Алексей Харьков — бас-гитара;
- Александр Манякин — ударные, вокал (17).

Гости концерта:
- Сергей Маврин — гитара (11-12, 19)
- Сергей Терентьев — гитара (13-14, 19)